# Льюис, Бернард
Берна́рд Лью́ис (англ. Bernard Lewis; 31 мая 1916 года, Лондон — 19 мая 2018 года, Вурхиз, Нью-Джерси) — британский и американский историк-востоковед, исламовед. Специализировался на истории ислама, взаимоотношениях между исламом и Западом, также известен как автор работ по истории Османской империи. Доктор философии (1939). Эмерит-профессор Принстонского университета, в 1949-74 проф. Лондонского ун-та. Член Американского философского общества (1973). Почётный член Британской академии. Удостоен Национальной гуманитарной медали США (2006).
Был экспертом по Ближнему Востоку. Неоднократно консультировал известных политиков, в том числе администрацию Джорджа Буша. Мартин Крамер, автор «Encyclopedia of Historians and Historical Writing», считает, что за свою 60-летнюю карьеру Льюис стал «самым влиятельным послевоенным историком ислама и Ближнего Востока».
Также известен своей приверженностью тезису об упадке Османской империи и спорной точкой зрения на геноцид армян.

## Биография
Родился в Сток-Ньюингтоне. Вырос в еврейской семье, интерес к языкам и истории зародился у него при подготовке к бар-мицве.
В 1936 году окончил Школу востоковедения (ныне Школа востоковедения и африканистики, ШВиА) при Лондонском университете как бакалавр, а через три года получил степень доктора философии в том же университете. Его основной специализацией была история ислама. Изучал право и даже хотел стать адвокатом, но вернулся к истории Ближнего Востока. Также учился в аспирантуре Парижского университета у Луи Массиньона и в 1937 году получил «Diplôme des Études Sémitiques». В 1938 году вернулся в альма-матер преподавателем истории ислама.
С 1940 года служил в британской армии в Королевском бронетанковом корпусе, а в 1941 прикомандирован к Форин-офис. После войны вернулся в ШВиА и в 1949 году был назначен на новую кафедру истории Ближнего и Среднего Востока. Среди учеников — Яаков Ландау.
В 1974—1986 годах работал в Принстонском университете и Институте перспективных исследований (Нью-Джерси, США), являлся в первом именным профессором (Cleveland E. Dodge Professor; станет эмеритом с 1986 года), преподавал только один семестр в год — будучи освобождён от административных обязанностей, благодаря чему мог сосредоточиться на исследованиях. Именно в Принстоне начался самый плодотворный период его научной карьеры, в ходе которого он опубликовал множество книг и статей на основе ранее накопленных материалов. После ухода оттуда — до 1990 года работал в Корнеллском университете.
В 1966 году один из основателей научного общества «Ассоциация Ближнего Востока Северной Америки» (MESA), которое покинул в 2007 году и основал «Ассоциацию по изучению Ближнего Востока и Африки» (ASMEA). Организация была создана как академическое общество, направленное на продвижение высоких стандартов исследований и преподавания в восточных и африканских исследований.
В 1982 году получил гражданство США.
В 1990 году Национальный гуманитарный фонд удостоил его высшей награды правительства США за достижения в области гуманитарных наук.
Член Британской академии (1963), Американской академии искусств и наук (1983), членкор фр. Академии надписей и изящной словесности (1994).
В 1947—1974 годах был женат на Рут Элен Оппенгейм, есть дочь и сын.
Скончался 19 мая 2018 года в доме престарелых в городе Вурхиз (штат Нью-Джерси), США.

## Награды и отличия
- Ataturk Peace Prize (1998)
- Орден Турецкой Республики «За заслуги» (Турция, 14 января 1998 года)
- Irving Kristol Award (2007)

Пятнадцать почетных докторских степеней.

### На английском
Автор
- Lewis B. Origins of Isma'ilism : A Study of the Historical Background of the Fatimid Caliphate. — Cambridge: W. Heffer & Sons, 1940. — 120 p.
- Handbook of Diplomatic and Political Arabic (1947)
- Land of Enchanters (1948, 2001)
- The Arabs in History (1950, 7th edition 1993)
  - Lewis B. The Arabs in history. — New York: Harper and Row, 1966. — 200 p. — ISBN 0061310298. — ISBN 9780061310294.
- The Emergence of Modern Turkey (1961, 1968)
- Istanbul and the Civilization of the Ottoman Empire (1963)
- Lewis B. The Assassins : A Radical Sect in Islam. — New York: Basic Books, 1968. — 166 p.
- Bernard Lewis, Race and Color in Islam (Harper Torchbooks. Harper and Row, Publishers, New York, Evanston, San Francisco, London, 1971)
  - Lewis, B. Race and color in Islam. — New York: Octagon Books, 1979. — xi, 103 p. — ISBN 0374949735. — ISBN 9780374949730.
- Islam from the Prophet Muhammad to the Capture of Constantinople (2 vols., 1974)
- History: Remembered, Recovered, Invented (Princeton, N.J., Princeton University Press, 1975)
- The Muslim Discovery of Europe (1982)
  - Lewis B. The Muslim Discovery of Europe. — New York: W.W. Norton & Company, 2001. — 350 p. — ISBN 9780393245578. — ISBN 0393245578.
- Lewis B. The Jews of Islam / Mazal Holocaust Collection. — Princeton: Princeton University Press, 1984. — xii, 245 p. — ISBN 0691054193. — ISBN 9780691054193.
- Semites and anti-Semites (1986, 1997, 1999)
- The Political Language of Islam (1988)
  - Lewis B. The political language of Islam. — 2nd edition. — Chicago: University of Chicago Press, 1991. — vii, 168 p. — ISBN 0226476936. — ISBN 9780226476933.
- Race and Slavery in the Middle East[англ.]: An Historical Enquiry (1990)
  - Lewis B. Race and slavery in the Middle East: an historical enquiry. — New York; Oxford: Oxford University Press, 1992. — vii, 184 p. — ISBN 0195053265. — ISBN 9780195053265.
- Islam and the West (1993)
- The Shaping of the Modern Middle East (1993)
- Cultures in Conflict: Christians, Muslims and Jews in the Age of Discovery (1995)
- Lewis B. The Middle East : A Brief History of the Last 2,000 Years. — New York: Charles Scribner's Sons, 1995. — xii, 433 p. — ISBN 0684807122. — ISBN 9780684807126.
- Lewis B. The Multiple Identities of the Middle East. — New York: Schocken Books[англ.] : Distributed by Pantheon Books[англ.], 1999. — 163 p. — ISBN 0805241728. — ISBN 9780805241723.
- A Middle East Mosaic: Fragments of life, letters and history (2000)
- Music of a Distant Drum: Classical Arabic, Persian, Turkish & Hebrew Poems (2001)
- Lewis B. What Went Wrong? : Western Impact and Middle Eastern Response. — New York: Oxford University Press, 2002. — 160 p. — ISBN 9780195144208. — ISBN 0195144201.
- The Crisis of Islam: Holy War and Unholy Terror (2003)
- Lewis B. From Babel to Dragomans : Interpreting The Middle East. — New York: Oxford University Press, 2004. — xiv, 438 p. — ISBN 0195173368. — ISBN 9780195173369.
- Political Words and Ideas in Islam (2008)
- Faith and Power: Religion and Politics in the Middle East (2010)
- Lewis B.; Churchill B. Islam : The Religion and the People. — Indianaopolis: Wharton Press[англ.], 2009. — xvi, 237 p. — ISBN 9780132230858. — ISBN 0132230852.
- Lewis B.; Churchill, B. Notes on a century : reflections of a Middle East historian. — London—New York: Penguin Books; Viking Press, 2012. — 288 p. — ISBN 9780670023530. — ISBN 0670023531.

Редактор
- Cambridge History of Islam (1970)
- Encyclopaedia of Islam. 2nd ed :  [англ.] : in 12 vol. / ed. by P. J. Bearman, Th. Bianquis, C. E. Bosworth, E. van Donzel, W. P. Heinrichs et al. — Leiden : E.J. Brill, 1960—2005. (платн.)

### На русском
- Льюис Б. Что не так? Путь Запада и Ближнего Востока: прогресс и традиционализм = What Went Wrong?: The Clash Between Islam and Modernity in the Middle East. — М.: «Олимп-Бизнес», 2003. — 224 с. — ISBN 5-901028-56-2.
- Бернард Льюис. Кризис ислама = The Crisis of Islam / Перевод М. Бородкина. — Тель-Авив: Bedek Media Ltd., 2007. — 160 с. — ISBN 978-965-7180-24-2.
- Льюис Б. Арабы в мировой истории. С доисламских времен до распада колониальной системы = Arabs in history / ред. Е.Л. Шведова. — М.: Центрполиграф, 2017. — 223 с. — (Всемирная история). — ISBN 978-5-9524-5251-0.
- Евреи ислама = The Jews of Islam / Перевод М. Липкина. — М.: Книжники, 2020. — 216 с. — (История евреев). — 1000 экз. — ISBN 978-5-906999-44-3.
- Льюис Б. Ассасины. Средневековый орден тайных убийц = The Assassins: A Radical Sect in Islam / перевод Л. А. Карповой. — М.: Центрполиграф, 2021. — 191 с. — (Отдельные издания. Всемирная история). — 2000 экз. — ISBN 978-5-9524-5588-7.